# Teorie užití a uspokojení
Teorie užití a uspokojení (anglicky Uses and gratifications theory) je mediální teorie či přístup, která zkoumá, proč lidé aktivně hledají specifické masmediální obsahy za účelem uspokojení specifických potřeb. Jedná se o publikocentrický přístup k porozumění masové komunikace.

## Definice
Teorie se soustředí na otázku "Co lidé dělají s médii?", což je odlišné od většinového zkoumání, které se ptá na otázku "Co média dělají s lidmi?". Jde o pozitivistický směr, založený na socio-psychologických poznatcích ohledně komunikační tradice. Stěžejní otázkou je, proč lidé užívají média a k čemu je využívají. Jde tedy o analýzu záměrného výběru konzumace masmediálních obsahů publikem a jejich následné užití a uspokojení těmito obsahy. Teorie předpokládá, že publikum není jen pasivním příjemcem obsahů, ale je tzv. aktivním publikem.
Přístup není striktně behavioristický "neboť klade hlavní důraz na společenský původ uspokojení z médií a na jejich širší sociální funkce, například na zprostředkování společenského kontaktu a interakce nebo na zmírnění napětí a úzkosti."
Pravděpodobně prvními akademiky, kteří s touto teorií přišli byli Elihu Katz a Jay Blumler.